# Виделль, Мелькер
Виктор Мелькер Виделль (швед. Viktor Melker Widell; род. 19 апреля 2002, Billeberga, Сконе) — шведский футболист, атакующий полузащитник клуба «Суонси Сити», на правах аренды выступающий за «Ольборг».

## Клубная карьера
Виделль — воспитанник клубов «Вёрмо», ЛБ07 и «Мальмё». В 2022 году игрок был включён в заявку на сезон последних. В том же году Мелькер на правах аренды выступал за «Олимпик Мальмё». В 2023 году Виделль подписал контракт с клубом «Ландскруна». 2 апреля в матче против «Сундсвалля» он дебютировал в Суперэттан. 29 апреля в поединке против «Ефле» Мелькер забил свой первый гол за «Ландскруну».
Летом 2023 года Виддель перешёл в датский «Ольборг». 22 июля в матче против Б-93 он дебютировал в Первой лиге Дании. 27 августа в поединке против «Хиллерёда» Мелькер забил свой первый гол за «Ольборг». По итогам дебютного сезона игрок помог клубу выйти в элиту. 19 июля в матче против «Норшелланна» он дебютировал в датской Суперлиге.